# Bovenau
Bovenau er en kommune og en by i det nordlige Tyskland, beliggende i Amt Eiderkanal i den centrale del af Kreis Rendsborg-Egernførde. Kreis Rendsborg-Egernførde ligger i den centrale del af delstaten Slesvig-Holsten.

## Geografi
Bovenau ligger ca. 10 km øst for Rendsborg ved Bundesautobahn 210 fra Rendsborg mod Kiel. Nord for byen ligger den tidligere Ejderkanal med slusen ved Kluvensiek og Kielerkanalen.

## Bygninger
- Maria Magdalenen Kirke in Bovenau
- Kirke, indre rum
- tidligere skole
- Ingo Kühls fødehus, tidligere politstation in Bovenau, 1957
- Rekonstruered megalitgrav
- Slusen ved Kluvensiek
- Kluvensiek, slusen
- Kluvensiek, jernporte til den tidligere bascule bro
- Herregård Kluvensiek
- Herregård Osterrade